# Кос, Антонин
Антонин Кос (10 ноября 1914, Лужице, Чехословакия — 7 мая 1942, Маутхаузен, Австрия) — офицер чехословацкой армии и советский разведчик, поручик.

## Биография
Чех, из рабочих. Окончил Торговую академию в городе Угерске-Градиште в 1934, затем аспирантский курс офицеров запаса в 1938. В 1934—1938 чиновник Легиобанка, служащий фирмы «Батя» в Злине. В конце 1939 направлен в служебную командировку в Ригу. После установления советской власти в Латвии обратился с просьбой принять его на службу в Красную армию. Вместе с 3. Богуславом с октября по ноябрь 1940 прошёл специальную подготовку в Москве.
Советский военный разведчик в Чехословакии с декабря 1940 по октябрь 1941. Работая для прикрытия в страховом обществе «Славия», создал агентурную сеть, которая охватывала немалую часть Южной Моравии. Все материалы и информацию передавал сотруднику советского генерального консульства в Праге «Рудольфу» — Л. И. Мохову (Л. А. Михайлову). Получив от него рацию, установил прямую радиосвязь с Центром, которая прервалась после начала Великой Отечественной войны. Вскоре возобновил связь с помощью прибывших в Чехословакию парашютистов. Один из них оказался предателем, и 4 октября 1941 А. Кос был арестован. На допросах никого не выдал. Приговорён судом в Брно 22 декабря 1941 к смертной казни. Вместе с другими подпольщиками (72 человека) расстрелян в концлагере Маутхаузен.

### Звания
- Поручик (посмертно).

### Награды
- Чешский Военный крест (посмертно).